# Emerico Amari
Pour les articles homonymes, voir Amari (homonymie).
Emerico Amari (né le 10 mai 1810 à Palerme et mort le 20 septembre 1870  dans la même ville) est un juriste et un homme politique italien. Ce fut durant le Risorgimento l'un des protagonistes du mouvement politique libéral.

## Biographie

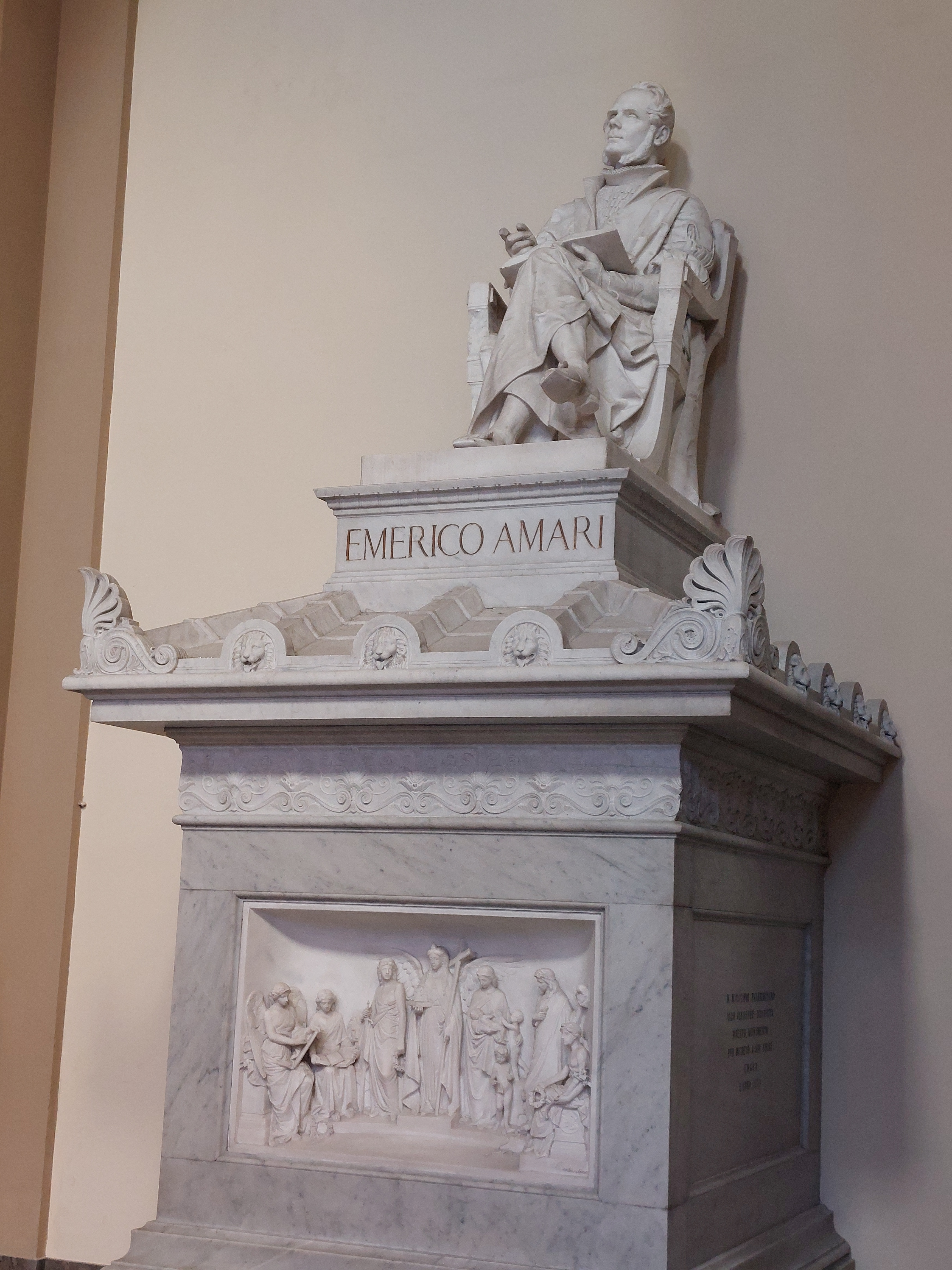
monument funéraire d'Emerico Amari, église Sa Domenico de Palerme.

Il a été député du royaume d'Italie durant la VIIIe législature.

## Source de la traduction
- (it) Cet article est partiellement ou en totalité issu de l’article de Wikipédia en italien intitulé « Emerico Amari » (voir la liste des auteurs).